# Desmond Robert Dunn
Desmond Robert Dunn, alternativt Des R. Dunn, född 6 november 1929 som Robert Desmond Dunn i Mackay, Queensland, död 5 maj 2003 i Brisbane, Queensland, var en australisk författare som beräknas ha skrivit 412 böcker huvudsakligen åt förlaget Cleveland Publishing. Han beräknas ha skrivit 285 deckare om Larry Kent. Även som pseudonym användes namnet Larry Kent och eftersom den delades med främst Don Haring men även med andra författare så är det stundom oklart vem som skrev vad.
Dunn använde även pseudonymerna Adam Brady (3 böcker), Sheldon B. Cole (3 böcker), Matt Cregan (6 böcker), Morgan Culp, Shad Denver (52 böcker), Gunn Halliday (40 böcker), Brett Iverson (3 böcker), och Walt Renwick (4 böcker). De flesta var västernböcker men han skrev även deckare under egna namnet D. R. Dunn (1 bok).